# Ágora de Mieza
El Ágora de Mieza (en griego: Αγορά της Μίεζας) es el ágora (plaza central) de la antigua ciudad macedonia de Mieza, situada cerca de la ciudad de Nausa, Grecia.
Se descubrió al norte del teatro. En el ágora se descubrieron grandes edificios públicos.
En 2012, fue declarada monumento cultural.